# N-Nitrosodiméthylamine
Ne doit pas être confondu avec NMDA.
La N-nitrosodiméthylamine (NDMA) se présente sous forme de liquide jaune, huileux, d’odeur indistincte, combustible, semi-volatil et sensible à la dégradation par photolyse provoquée par les rayons ultraviolets. Elle est incompatible avec les agents fortement oxydants ou réducteurs, ainsi qu’avec les bases fortes. Elle n'est pas bioaccumulable.
Différentes nomenclatures :
- diméthylnitrosamine ;
- diméthylnitrosoamine ;
- N,N-diméthylnitrosamine ;
- N-méthyl,N-nitrosométhanamine ;
- N-nitroso,N,N-diméthylamine ;
- DMN et DMNA.

## Généralités
La molécule N-nitrosodiméthylamine fait partie de la famille des dialkylnitrosamines, molécules largement répandues et présentes dans de nombreux produits, naturels et synthétiques. Sa formation est biochimique, chimique ou encore photochimique.
Les nitrosamines sont des dérivés des amines qui possèdent un groupe fonctionnel nitroso (-R-N=O) et une fonction amine (généralement secondaire, N-R2). D’une manière générale, les nitrosamines sont formées selon l’équation suivante[Laquelle ?] :
Ces réactions peuvent avoir lieu en milieu acide, basique, neutre, dans un solvant organique ou dans l'air. Des alkylamines, qui sont généralement la diméthyltriamine (DMA) ou la triméthylamine (TMA), viennent en contact et réagissent avec des oxydes d'azote, de l'acide nitreux ou des sels sous forme de nitrites, pour donner des dialkylnitrosamines, et en particulier du NDMA.
Le mécanisme de formation des N-nitrosamines est une substitution électrophile entre l’azote organique et  un composé nitrosé. Cette réaction dépend du pH, de l'alcalinité de l’amine et de la température. Dans le cas des composés N-nitroso provenant d’amines secondaires, la vitesse de formation est inversement proportionnelle à l’alcalinité de l’amine.  De nombreuses nitrosamines sont soupçonnées d’être cancérogènes pour l’homme, bien que cette hypothèse n’a pas encore été définitivement vérifiée.

## Présence, naturelle etanthropique
Dans la nature, elle se trouve dans l'air, l'eau, les sédiments, les sols et le biote, à des concentrations très inférieures aux limites de détection des appareils analytiques courants.
Les précurseurs aériens de NDMA sont les nitrites et les substances nitrosables telles que les amines secondaires.
Ses précurseurs terriens sont les nitrates, les nitrites, les amines et les bactéries. Mais dans le registre du biote, les plantes peuvent la métaboliser et n'engendrent, par conséquent, aucune bioconcentration.
On rapporte une faible teneur du NDMA dans l’air, l’eau et les sols, excepté au voisinage des secteurs industriels, tels que les usines de fabrication de pesticides, de pneus d’automobiles et d'alkylamines. La NDMA est un sous-produit de la fabrication des processus chimiques appliqués dans ce genre d’industrie.

### NDMA dans l'eau
Selon des études faites au Canada, la concentration de NDMA dans les eaux de surface n’est pas assez importante pour nuire aux organismes aquatiques. En ce qui concerne l’eau potable, la teneur de NDMA est faible et elle est plutôt attribuée à la contamination des eaux souterraines par les rejets industriels. Dans les usines de traitement des eaux usées, la concentration de NDMA augmente à cause de l’utilisation du chlore dans le procédé de destruction des bactéries et des virus dans les eaux. Le processus de formation de NDMA en présence de chlore est le suivant :
À cause de la présence de précurseurs et de chlore résiduel, certains échantillons d'eau potable traitée continuent d'engendrer de la NDMA durant leur entreposage.
Dans l’eau, il est peu probable que la NDMA s’accumule dans les organismes vivants ou se volatilise en grandes quantités, à cause de sa miscibilité avec l’eau et sa faible tension de vapeur. En particulier dans les eaux lacustres, la NDMA n’est pas considérablement affectée par les réactions d’oxydation, d'hydrolyse, de biotransformation et de biodégradation.
En Amérique du Nord, la détection de NDMA dans les eaux potables et usées a été le sujet d’importantes d’études. Aux États-Unis, le California Department of Health a publié de nombreux rapports à ce sujet. En 1998, plusieurs analyses confirment la présence de NDMA dans divers puits d’eau potable à différentes concentrations, allant de 0,07 à 3 μg l−1. Ces résultats incitent le California Department of Health Services (CDHS) à établir une concentration minimale calculée de NDMA de 0,002 μg l−1, établie selon le niveau de risque de cancer minimal. En 1999, le CDSH décide de modifier la teneur minimale permise de NDMA dans les eaux potables et usées à 0,02 μg l−1, pour tenir compte des études sur la production de NDMA dans l’eau potable. En mars 2002, le CDHS sollicite de l’organisme Office of Environmental Health Hazard Assessment (OEHHA) une étude de Santé publique (Public Health Goal-PHG-). Cette étude constitue une première étape dans le processus de réglementation concernant l’élaboration d’une norme pour l’eau potable. Par la suite, le CDHS publie dans sa page web les résultats des études sur la production de NDMA dans l’eau potable, ainsi que la modification de la teneur minimale permise de NDMA dans les eaux potables et usées de 0,02 à 0,01 μg l−1. En décembre 2006, la OEHHA génère la PHG pour la NDMA à 0,003 μg l−1, alors que CDHS maintient la teneur minimale permise de NDMA à 0,01 μg l−1. En juillet 2007, le Programme de l'eau potable fait partie de la nouvelle CDPH,.
D’autre part, au Canada, le ministère de l'Environnement de l'Ontario, dans la ville de Windsor, a aussi poursuivi des études sur les niveaux de NDMA dans les eaux potables et usées. Les résultats montrent qu'il est peu probable que les rejets de NDMA aient des effets néfastes sur les populations d'organismes aquatiques au Canada. Les plus fortes concentrations ont été mesurées dans des échantillons prélevés d'usines d'eau potable utilisant un pré-mélange de coagulation précis, fait de polyamine et d'alun.
En général, la demi-vie de NDMA est brève, ce qui mène à conclure qu’elle n’est pas une substance persistante dans l’air. La contribution du NDMA aux changements climatiques est négligeable, et le potentiel de destruction de l’ozone par la NDMA est quasi nul.

### NDMA dans l'air
Peu d’information existe sur la teneur de NDMA dans l’air ambiant. Au Canada, il a été prouvé que les émissions de NDMA proviennent essentiellement de sources ponctuelles, limitées seulement à quelques emplacements industriels et urbains situés en Ontario. En effet, en 1990, une analyse a été effectuée sur sept échantillons, et les résultats révélaient une concentration de NDMA inférieure aux limites de détection (variant de 0,003 4 à 0,004 6 µg m−3). En août 1991, lors d'un échantillonnage fait dans la ville de Windsor (Ontario), tous les échantillons ont indiqué des concentrations de NDMA inférieures aux limites de détection (variant de 0,001 4 à 0,017 µg m−3). 
La concentration maximale mesurée au-delà du périmètre des usines a été de 0,079 µg m−3,.
En ce qui concerne la présence de NDMA dans les sols et les sédiments, aucune donnée n’est disponible sur la concentration de cette substance dans ceux-ci.
Les précurseurs de la NDMA sont très répandus dans l'environnement. On en retrouve dans les végétaux, le poisson, les algues, l'urine et les fèces. De nombreux microorganismes peuvent participer à la formation de nitrosamines à travers des processus biochimiques bactériens de nitrification et de dénitrification autotrophes et hétérotrophes.
Les nitrosamines peuvent se former lors du métabolisme des aliments qui renferment des nitrates ou des nitrites, par alpha-hydroxylation ou par dénitrosation de la nitrosamine à cause de la ressemblance biologique. Comme il ne semble pas y avoir de distinctions qualitatives entre le métabolisme de la NDMA chez les humains et les animaux de laboratoire, cette substance peut aussi se retrouver dans notre organisme.

### NDMA dans les aliments
La NDMA est un sous-produit des réactions de transformation, conservation ou préparation des aliments. L’addition de nitrites et de nitrates, le fumage, la déshydratation et la saumure sont des exemples de méthodes de préservation qui entraînent la contamination des aliments par la NDMA. 
Les produits de salaison, tels que le fromage, la viande et le jambon, sont préservés par addition de nitrites et de nitrates, qui sont des précurseurs de NDMA. Dans le processus du fumage (poisson), ainsi que dans celui de déshydratation par gaz de combustion (bière), les oxydes d’azote contenus dans la fumée sont les responsables de la formation de NDMA. La réduction microbienne des nitrates en nitrites a lieu durant le processus de conservation par saumure,  notamment dans le cas des légumes.
La NDMA peut être assimilée par les végétaux cultivés. Des analyses sur des épinards exposés durant deux jours  à une concentration allant de 10 à 100 mg de NDMA/kg de poids humide, ont montré une absorbance relative de cette substance de 0,38 %. Comme la NDMA est généralement biotransformable, le ministère de l'Environnement de l'Ontario estime que le calcul du facteur de bioconcentration ne s’applique pas dans ce cas.

### NDMA dans certains produits industriels
La NDMA se retrouve également dans les objets en plastique, tels que les tétines et les sucettes pour bébé, dans les cosmétiques, et dans la combustion du bois ou des moteurs de voitures.
La nicotine, en particulier, est un précurseur spécifique pour la formation de la NDMA. En moyenne, une personne qui fume
un paquet de cigarettes par jour, inhale environ 0,8 μg de NDMA. De plus, la fumée secondaire contient une quantité encore plus importante de NDMA. Le facteur d'émission moyen de NDMA dans la fumée de tabac ambiante, pour six marques de cigarettes vendues aux États-Unis, a été établi à 570 ± 120 ng/cigarette.
Au Canada, en 1975, une réglementation stricte a permis une baisse notable de la présence de NDMA, ainsi que l'interdiction de l'utilisation des nitrites.

## Utilisation
Au Canada, il n'y a aucune utilisation propre de cette molécule, mais elle est rejetée comme sous-produit ou contaminant par les industries et les stations d'épuration des eaux usées.
Aux États-Unis, elle est utilisée comme :
- additif entrant dans la composition de l'essence pour fusées ;
- antioxydant et catalyseur dans l'industrie chimique organique ;
- plastifiant dans la composition de certains copolymères.

## Toxicité
L'intoxication par la NDMA peut se faire de deux façons : par ingestion ou par inhalation. D'une manière générale, la NDMA est une molécule considérée comme cancérigène.
NDMA provoque des effets toxiques sur diverses espèces aquatiques, végétales et animales, après exposition aiguë et chronique.
À la suite d’une exposition à des concentrations de NDMA de 5 mg l−1 dans l’eau potable et de 10 mg kg−1 d’aliments, une augmentation des cas des tumeurs chez les mammifères a été remarquée.
Les espèces amphibies, telles que les tortues et les grenouilles, sont plus sensibles aux effets toxiques et cancérogènes de NDMA que les poissons. D’autre part, la NDMA présente une forte toxicité après son administration orale chez des rats. La valeur de DL50 (dose létale) varie entre 23 et 40 mg kg−1 de masse corporelle. Cette substance provoque également une forte toxicité  par inhalation. Les valeurs de la CL50 (concentration létale) après quatre heures sont aux alentours de 78 ppm.
Chez un certain nombre d'espèces de mammifères, des effets sur le foie, souvent associés à une réduction de la survie, ont été remarqués. Aussi, une congestion de divers organes, dont les reins et les poumons, s’est produite, après l'ingestion d’une quantité de 3,8 mg kg−1 de masse corporelle de cette substance, pendant une à douze semaines.
Pour les mammifères, tels que les souris, les rats, les hamsters, les visons, les chats et les chiens, l'exposition à la NDMA a conduit, pour des doses faibles, à des hémorragies gastriques, ainsi qu'à des problèmes respiratoires. Mais des expositions plus longues et plus fortes en concentrations provoquaient des cancers, plus spécifiquement localisés sur le foie, et en très forte dose, elles entrainaient le décès par nécrose hémorragique du foie.
Également, les études prouvent que des rongeurs exposés à la NDMA par inhalation ou par instillation intratrachéale manifestent des signes de cancérogénicité.
Après une administration de la NDMA par voie orale ou par injection intrapéritonéale, des dommages à l'ADN ont été observés dans le foie, les reins et les poumons. Également, l'exposition à la NDMA peut causer la formation de bases méthylées à l'intérieur du génome. Il a été prouvé aussi que la NDMA était toxique pour la fonction de reproduction et le développement.
Il est important de remarquer qu'il ne semble y avoir aucune différence qualitative par rapport aux effets toxiques du NDMA entre les rongeurs et les humains. Cependant, dans les études de risques de maladies associées à l’ingestion de NDMA, les tendances observées ne sont pas toujours statistiquement significatives. Néanmoins l'unique test fait sur l'Homme, à très faible dose, montrait des symptômes tels que : nausée, maux de tête, vomissements et malaises. 
Environnement Canada en a conclu une corrélation entre les effets sur les mammifères et ceux possibles sur les hommes.
Parmi les rares cas d'intoxication à la NDMA sur des êtres humains évalués dans le monde, trois cas de décès humains ont été recensés en Allemagne en 1980, après qu'ils eurent ingéré 4 doses de 200 mg NDMA sur deux ans. Ils sont morts à la suite d'une insuffisance hépatique. Deux autres cas d'intoxication par inhalation de fumée de NDMA, en 1937 et 1974, ont provoqué des maux de tête, des vomissements, la jaunisse et l'accumulation de liquide dans la cavité péritonéale. Enfin, on connaît aux États-Unis (Nebraska) un cas d'empoisonnement criminel ayant entraîné en quelques jours la mort de deux des cinq personnes ayant bu la boisson empoisonnée.
Les essais sur la cellule in vitro ont  démontré une formation de bases méthylées à l'intérieur du génome, ayant pour conséquence clinique sur des mammifères tels que la souris, une augmentation de mort-nés. Également les études montrent que la NDMA a un effet de génotoxicité puisqu'elle a un effet de mutation génétique sur les cellules humaines ou de rongeurs.
Pour les plantes aquatiques, quel que soit le mode d'apport, comme par l'engrais pour la terre ou par l'apport d'eau contaminée, le résultat démontrait un ralentissement de leur croissance.
Tous ces résultats et ces évidences ont conduit Environnement Canada à mettre cette molécule sur l'IRAC et à imposer une interdiction sur la production, l'utilisation ou l'importation de cette molécule sur le territoire. 
De plus, ce ministère a défini les normes de concentrations maximales de la NDMA contenue dans l'eau. Ainsi on obtient :
- eau potable : 9 ng/L ;
- eaux d'irrigation : 80 ng/L.

## Méthode analytique
La méthode analytique utilisée le plus souvent et préférentiellement est la chromatographie (GC ou HPLC) couplée à un spectromètre de masse (MS). Une innovation assez récente consiste à coupler la chromatographie, gazeuse ou liquide, à un analyseur TEA, (Thermal Energy Analyser). Cette technique repose sur le principe de la chimiluminescence. Elle est spécifique aux molécules nitrées et présente l'avantage de distinguer, en mode GC, les composés nitrosés des composés nitrés.
La méthode comporte deux étapes :
1. Concentration : extraction liquide-liquide ou extraction en phase solide ;
2. Séparation et détection : GC ou LC.

## Méthode de dégradation de la NDMA dans les eaux usées
Pour les eaux usées, il est possible d'utiliser deux méthodes pour dégrader la NDMA : soit par radiation ultraviolette (UV) pour dégrader la NDMA en DMA, soit par ozonolyse, où la NDMA donne l'ion diméthylamine.
La NDMA présente dans l’environnement aquatique est essentiellement éliminée par le processus de la photodégradation. La présence de substances organiques et de matière en suspension en fortes concentrations ralentit le processus de dégradation de la NDMA, car celui-ci dépend énormément des caractéristiques du milieu aquatique. La photodégradation est aussi considérablement réduite en absence de la lumière. Cette observation explique la persistance de la NDMA dans les eaux souterraines, contrairement à l’air où la teneur de cette substance est négligeable, particulièrement pendant la journée, car elle est détruite sous l’effet de la photolyse, pour former de la diméthylnitramine.
La biodégradation de la NDMA est légèrement plus lente en milieu anaérobie qu’en milieu aérobie. En effet, il y a une plus importante dégradation de la NDMA dans un sol aéré que dans un sol saturé d'eau. À la surface du sol, la NDMA est rapidement éliminée par photolyse et volatilisation. L'exposition préalable de la NDMA à des bactéries augmente aussi la biodégradation dans le sol.
L'utilisation de l'ozonolyse pour dégrader la NDMA peut être intéressante, car elle permet de réagir directement sur les composés organiques par une oxydation faite par des radicaux •OH. Cela fonctionne très bien sur les composés amines et aromatiques. Il est possible d’ajouter du peroxyde d'hydrogène pour augmenter la production des radicaux.

## Historique des événements
Voici une liste chronologique des actions entreprises par les autorités canadiennes (Santé Canada) au sujet du NDMA en tant que contaminant émergent :
- 1964 : interdiction de l'usage de nitrate pour la conservation des fruits de mer ;
- 1975 : obligation de la réduction d'utilisation des nitrites et interdiction des nitrates dans le traitement des aliments par salaison ;
- 1992 : limite réglementaire dans les effluents de 200 ng/L ;
- 1997-1998 : enquête de surveillance ;
- 2000 : réduction de l'émission aérienne à 80 g ;
- 2000 : rapport d'évaluation sur la NDMA.